# Liste der Kulturdenkmale in Schmalensee
In der Liste der Kulturdenkmale in Schmalensee sind alle Kulturdenkmale der schleswig-holsteinischen Gemeinde Schmalensee (Kreis Segeberg) aufgelistet (Stand: 14. April 2025).

## Sachgesamtheiten, und
| Objekt-ID | Lage                                        | Offizielle Bezeichnung     | Beschreibung | Bild |
| --------- | ------------------------------------------- | -------------------------- | --- | ---- |
| 48298     | Dorfstraße 31 (54° 4′ 58″ N, 10° 16′ 14″ O) | Sachgesamtheit: Hof Saggau | Hof Matthias Saggau; 1885; im historischen Ortskern gelegenes Ensemble aus Wohn- und Wirtschaftsgebäude, Einfriedung, Scheune und Hofpflasterung - Begründung: geschichtlich, städtebaulich, Kulturlandschaft prägend - Schutzumfang: Wohn- und Wirtschaftsgebäude mit Einfriedung, Scheune, Hofpflasterung | BW   |

## Bauliche Anlagen
| Objekt-ID | Lage                                          | Offizielle Bezeichnung       | Beschreibung | Bild |
| --------- | --------------------------------------------- | ---------------------------- | --- | ---- |
| 26608     | Belauer Straße 10 (54° 5′ 9″ N, 10° 16′ 8″ O) | Fachhallenkate               | Fachhallenkate; 1790; eingeschossiger, traufständiger Fachwerkbau mit reetgedeckten Satteldach, Wirtschaftsteil mit Grootdör nach Südosten - Begründung: geschichtlich, städtebaulich, Kulturlandschaft prägend - Schutzumfang: gesamtes Objekt - Denkmaltyp: Bauliche Anlage | BW   |
| 42931     | Dorfstraße 31 (54° 4′ 58″ N, 10° 16′ 14″ O)   | Wohn- und Wirtschaftsgebäude | Wohn- und Wirtschaftsgebäude; 1885; zweigeschossiger, traufständiger Backsteinbau aus Wohnteil und Wirtschaftsteil unter Satteldach, Wohnteil mit Vorhalle und breitem Quergiebel, Einfriedung - Begründung: geschichtlich, städtebaulich, Kulturlandschaft prägend - Schutzumfang: Wohn- und Wirtschaftsgebäude, Einfriedung - Denkmaltyp: Bauliche Anlage, Sachgesamtheit: Hof Saggau | BW   |

## Gründenkmale
| Objekt-ID | Lage                                     | Offizielle Bezeichnung | Beschreibung | Bild            |
| --------- | ---------------------------------------- | ---------------------- | --- | --------------- |
| 43686     | Dorfstraße (54° 4′ 46″ N, 10° 16′ 14″ O) | Eiche mit Gedenkstein  | Eiche mit Gedenkstein; 19. Jh.; Eiche mit ausladender Krone, daneben Findling mit erläuternder Tafel - Begründung: geschichtlich, städtebaulich, Kulturlandschaft prägend - Schutzumfang: gesamtes Objekt - Denkmaltyp: Gründenkmal | Fotos hochladen |

## Quelle
- Liste der Kulturdenkmale in Schleswig-Holstein – Kreis Segeberg

- Karte mit allen Koordinaten:
- OSM |
- WikiMap